# Блогосфера
 Тази статия е за множеството от блогове.  За българския агрегатор вижте Блогосфера (агрегатор).  
Блогосферата е съвкупността от всички блогове в световната мрежа . Понятието е въведено, за да обобщи представата, че блоговете не съществуват поотделно, а са част от онлайн-общност.
Често Блогосферата се разделя на отделни блогосфери, които се създават по определена тема – например блогове на български език, блогове за наука, блогове за политика, икономика, култура и изкуство. Блогосферата може да се онагледи чрез страници, които събират последните постове от включените в дадена блогосферата блогове и дава възможност за бърз преглед на много публикации, обединени по някакъв начин. Тя се генерира автоматично, с опресняване на определен период – например 30 минути, час или повече.